# 龙盘蚯蚓螺
龙盘蚯蚓螺（学名：Tenagodus lactea）是蚯蚓螺科的一种，舊屬蚯蚓螺属，今屬嵩毛蟶屬。种加名 lactea 意为“乳白的”。

## 分佈
主要分布于台湾，常栖息在浅海珊瑚礁、岩石底。